# Huracà de Cuba de 1924
L'huracà de Cuba de 1924, altrament huracà Deu, va ser el primer huracà de l'Atlàntic classificat oficialment com de Categoria 5 en l'escala d'huracans de Saffir-Simpson. Es va formar el 14 d'octubre a l'oest del mar Carib i es va anar organitzant lentament a mesura que avançava en direcció nord-oest. El 16 d'octubre va assolir l'estatus d'huracà a l'est de la península del Yucatán, i posteriorment va fer una petita llaçada en sentit contrari a les agulles del rellotge. El 18 d'octubre, l'huracà va començar a intensificar-se molt ràpidament, i l'endemà va arribar a la seva màxima intensitat estimada amb vents de 270 quilòmetres per hora. Poc després, colpejava l'extrem occidental de Cuba en màxima intensitat, convertint-se en l'huracà més fort que s'ha registrat mai aquest país. Després l'huracà es va afeblir molt i va colpejar el sud-oest de Florida amb vents de 150 km/h en una regió escassament poblada. Mentre creuava l'estat va perdre força fins a ser qualificat amb l'estatus de tempesta tropical, i després d'accelerar en direcció est-nord, va ser absorbit per un front fred el 23 d'octubre al sud de les Bermudes.
A través del mar Carib, la tempesta desenvolupada va registrar pluges molt fortes i un increment de les ràfegues de vent. Els forts vents a l'oest de Cuba van causar danys importants, com la destrucció quasi total de dos petits pobles. Hi va haver al voltant de 90 víctimes mortals a Cuba, totes concentrades a la província de Pinar del Río. Més endavant, l'huracà va provocar pluges molt fortes al sud de Florida i va causar inundacions i danys en els conreus. A Florida, les destrosses van ser lleus i no es va lamentar cap víctima mortal.

## Història meteorològica

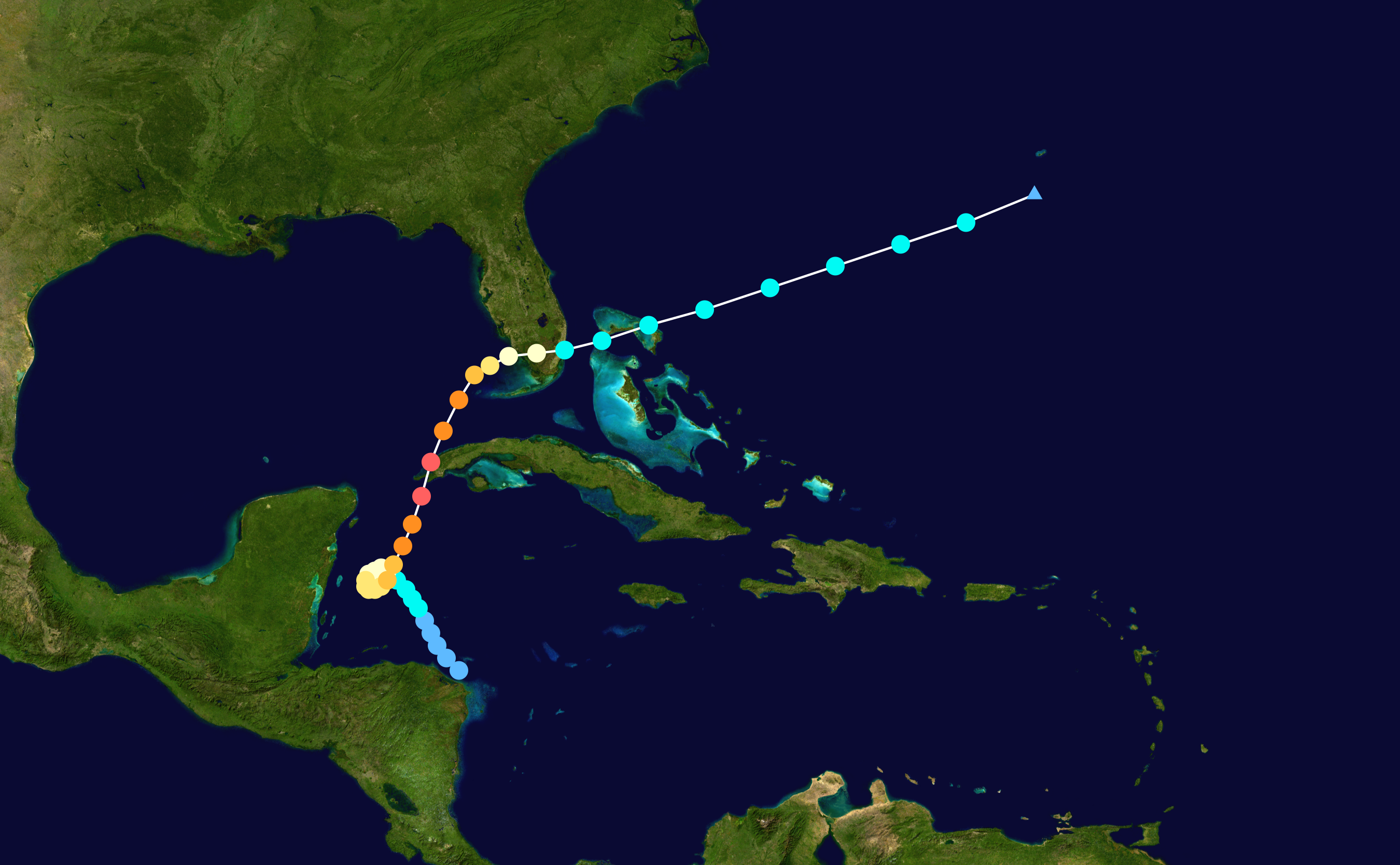
Trajectòria de la tempesta.

El 14 d'octubre es va observar per primer cop una depressió tropical a l'oest del Mar Carib, enfront de la costa est d'Hondures. Era un cicló tropical gran i dèbil que es va traslladar lentament en direcció nord-oest i es va anar intensificant gradualment. S'estima que la depressió va assolir l'estatus de tempesta tropical el 15 d'octubre i es va anar enfortint més fermament. L'endemà, la tempesta va esdevenir un huracà a 215 km al sud-est de Cozumel, Quintana Roo, mentre començava una llaçada en sentit antihorari a la costa est de la península de Yucatán. El 18 d'octubre l'huracà va completar la llaçada i els seus vents es van intensificar fins als 185 km/h; vents que equivalen a un gran huracà o huracà de Categoria 3 en l'escala de Saffir–Simpson. En aquest punt, la seva força es va estimar basant-se en l'anàlisi posterior dels registres perifèrics de la pressió atmosfèrica i dels vents màxims sostinguts registrats pels vaixells i per les estacions terrestres.
Al tard del 18 d'octubre l'huracà va guanyar intensitat ràpidament a mesura que avançava en direcció nord-est cap a Cuba, segons evidencia un informe d'un vaixell que va xifrar la velocitat del vent en 193 km/h. En un principi, es va pensar que aquesta dada havia estat el pic d'intensitat del cicló, tanmateix, els estudis posteriors van constatar les pressions molt baixes que es registraven a la regió com un senyal que les condicions s'agreujaven. Un vaixell que es trobava en el radi dels vents màxims va registrar lectures de 922 hPa; es va constatar que el baròmetre del vaixell estava mal calibrat i registrava un excés de 5 hPa, fet que implicaria que la pressió real va ser de 917 hPa. A més a més, una estació terra endins va registrar una pressió de 932 hPa. La Divisió d'Investigació d'Huracans (Hurricane Research Division) basant-se en les lectures de vent va estimar que l'huracà va assolir una pressió mínima central de 910 hPa molt a prop de la costa oest de Cuba; també va suggerir que el pic de vent va ser de 270 km/h. A darrera hora del 19 octubre l'huracà va fer recalada a la província de Pinar del Río, a l'extrem oest de Cuba. José Carlos Millás, el director de l'Observatori Nacional de l'Havana, va afirmar que "aquest huracà va ser un dels més severs mai experimentats en les nostres latituds."
L'huracà es va afeblir considerablement després de sobrepassar Cuba i endinsar-se al Golf de Mèxic. El 20 d'octubre el cicló va passar molt a prop de l'oest de Key West (Florida) i la matinada del 21 d'octubre l'huracà es va moure sobre Marco Island (Florida) amb vents de 150 km/h. El cicló es va afeblir encara més en virar en direcció est a través de l'estat de Florida i es va deteriorar fins a l'estatus de tempesta tropical al seu pas per Miami. La tempesta va accelerar-se en direcció est-nord-est i es va traslladar sobre les Illes Abaco a les Bahames. La tempesta es va anar debilitant gradualment a mesura que interaccionava amb un front fred; la nit del 23 d'octubre va esdevenir un cicló extratropical i va ser absorbit pel front poc després.

## Impacte i registres
| Pos.         | Huracà                 | Temporada | Pressió min. mbar (hPa) |
| ------------ | ---------------------- | --------- | ----------------------- |
| 1            | Wilma                  | 2005      | 882                     |
| 2            | Gilbert                | 1988      | 888                     |
| 3            | "Dia del Treball"      | 1935      | 892                     |
| 4            | Rita                   | 2005      | 895                     |
| 5            | Allen                  | 1980      | 899                     |
| 6            | Katrina                | 2005      | 902                     |
| 7            | Camille                | 1969      | 905                     |
| 7            | Mitch                  | 1998      | 905                     |
| 7            | Dean                   | 2007      | 905                     |
| 10           | "Cuba" o "Deu" de 1924 | 1924      | 910                     |
| 10           | Ivan                   | 2004      | 910                     |
| Font: HURDAT |                        |           |                         |

La tempesta, per ser un cicló tropical en desenvolupament, va generar un increment de les ràfegues de vent i una zona de pressions molt baixes a les Illes Swan, davant la costa d'Hondures. Es van registrar pluges fortes al llarg de Jamaica que van provocar inundacions en carrers i diverses esllavissades de terra. No es van reportar interrupcions en les comunicacions o viatges de ferrocarril. La tempesta va pentinar l'est de Belize en situar-se mar endins i es van recollir 21,9 mm de precipitació i vents suaus.
Les destrosses pels forts vents van ser molt severes a l'extrem oest de Cuba, comparables a les de l'impacte d'un tornado. Es van reportar danys importants a Los Arroyos i Arroyos de Mantua. En aquest darrer poble, al voltant d'una dotzena de persones van morir, 50 van resultar ferides, i gairebé tots els edificis de la població van sofrir danys greus; es van patir també grans pèrdues als conreus de tabac. L'huracà va destruir totes les vies de comunicació a la província de Pinar del Río occidental. Més lluny del centre, la capital - l'Havana - va registrar vents del sud de 116 km/h, així com una pressió mínima d'uns 999 hPa. En tot el país, l'huracà va enfonsar diversos vaixells, majoritàriament vaixells pesquers. El nombre de víctimes mortals a tot el país s'estima que va ascendir fins a 90. Dies després de la tempesta, el president cubà del moment, Alfredo Zayas y Alfonso, va autoritzar prop de 30.000 $ en ajudes d'emergència destinades a les víctimes de l'huracà a Pinar del Río.
La circulació externa del cicló va començar a produir precipitacions a tot l'estat, dies abans del seu pas per Florida. Es van emetre diverses alertes de tempesta al llarg de la costa est i oest de Florida fins a les poblacions del nord, a Titusville i Cedar Key, respectivament. Posteriorment, es van emetre alertes d'huracà per a gran part de la mateixa àrea i les escoles de l'àrea de Tampa van tancar a l'espera que la tempesta es mogués terra endins.
El pas de l'huracà per l'oest de Key West a Florida va deixar vents sostinguts de 107 km/h amb ràfegues de fins a 120 km/h. Els danys a la regió varen ser menors i es limitaren a alguns arbres caiguts. Possiblement es va deure als avisos fets pel National Weather Service dels Estats Units d'Amèrica, que va recomanar als vaixells de romandre a port i als residents reforçar les seves propietats. Més tard, l'huracà va tocar terra en una regió escassament poblada del sud-oest de Florida; les comunicacions van veure's interrompudes temporalment i es van registrar danys a Fort Myers i Punta Gorda, encara que no hi va haver víctimes mortals. Les fortes pluges es van repetir al llarg de la trajectòria del cicló per Florida i en una localitat es van acumular 590 m en 24 hores; aquesta dada va establir el nou rècord de pluja acumulada en un dia de l'estat. Una estació meteorològica de Miami va registrar 309 mm i les ràfegues de vent a la zona van ser properes a la força huracanada. La combinació de vent i pluja van arrasar un 5% del cultiu de cítrics i alvocat local. Les pluges van inundar carrers, cases i edificis comercials a l'àrea de Miami i centenars de persones es van quedar incomunicades telefònicament. En canvi, aquestes destrosses no es repetiren a les Bahames.

## Reanàlisis
L'any 2009, la Hurricane Research Division, en les reanàlisis realitzades dels huracans generats entre 1921 i 1925, va determinar que l'huracà de Cuba de 1924 va produir vents de fins a 270 km/h, fet que el convertia en un huracà de categoria 5 en l'escala d'huracans de Saffir-Simpson. Aquest huracà es va convertir en el primer cicló conegut que assolia la intensitat màxima de l'escala; superava l'huracà d'Okeechobee de 1928 que fins aquell moment es pensava que havia estat el més antic. També és l'únic de la història en tocar terra a Cuba com un cicló de Categoria 5. El Gran huracà de l'Havana de 1846 també es pensava que havia sacsejat el país amb l'estatus de Categoria 5, encara que aquest cicló es produí abans que es creés la base de dades d'huracans de l'Atlàntic. El vaixell de vapor "Toledo" va registrar una pressió atmosfèrica de 922 hPa de la tempesta que va ser la pressió més baixa registrada en un huracà de l'Atlàntic i que batia el rècord anterior de 924 hPa d'un dels huracans de l'Atlàntic de 1853. Va Ostentar el rècord fins que l'huracà de Cuba de 1932 va registrar una pressió de 915 hPa. La lectura de 932 hPa al pas de l'huracà de 1924 per Los Arroyos a (Mantua) i per la província de Pinar del Río es manté com la pressió més baixa registrada sobre terra ferma a Cuba.